# Мокранце
Мокранце (слч. Mokrance) насељено је мјесто са административним статусом сеоске општине (слч. obec) у округу Кошице-околина, у Кошичком крају, Словачка Република.

## Становништво
| Година:    | 1994. | 2004.   | 2014.   | 2024.    |
| ---------- | ----- | ------- | ------- | -------- |
| Број људи: | 1287  | 1345    | 1369    | 1563     |
| Разлика:   |       | +4,50 % | +1,78 % | +14,17 % |

| Година:    | 2023. | 2024.   |
| ---------- | ----- | ------- |
| Број људи: | 1513  | 1563    |
| Разлика:   |       | +3,30 % |

Према подацима о броју становника из 2011. године насеље је имало 1.370 становника.